# Сезерја
Сезерја (фр. Ceyzériat) је насељено место у Француској у региону Рона-Алпи, у департману Ен (Рона-Алпи).
По подацима из 2011. године у општини је живело 2838 становника, а густина насељености је износила 303,21 становника/km².

## Демографија
| 1962. | 1968. | 1975. | 1982. | 1990. | 2011. |
| ----- | ----- | ----- | ----- | ----- | ----- |
| 1.219 | 1.503 | 1.761 | 1.956 | 2.058 | 2.838 |